# Tramway de Malmö
Le tramway de Malmö était un ancien réseau de tramway situé dans la ville de Malmö. Aujourd’hui, il ne reste qu'une ligne de 2 km, la ligne « musée ».

## Histoire
Le tramway de Malmö a fonctionné de 1887 à 1973. Au début on a utilisé une traction hippomobile, l'inauguration de la traction électrique était en 1906. La dernière ligne du tramway a été remplacée par des bus en 1973.

## Ligne Musée
Longue de 2 km, la ligne relie le château de Malmö au musée.

## Projet
Un projet de tramway moderne est envisagé pour 2016[réf. nécessaire].